# Олоджеде, Деле
Деле Олоджеде (англ. Dele Olojede, 1961 год) — нигерийско-американский журналист, издатель, медиа-предприниматель. Он выиграл  Пулитцеровскую премию 2005 года за работу, посвящённую последствиям геноцида в Руанде.

## Биография
Олоджеде родился двенадцатым из 29 детей нигерийской семьи, проживавшей в штате Осун. Он окончил Высшую школу Модакеке и в 1980-х годах получил диплом бакалавра журналистики в Университете Лагоса по специальности журналистика. С 1982 по 1987 год он работал репортёром в лагосском издании National Concord и участвовал в создании независимого еженедельного журнала Newswatch, где стал штатным автором и помощником редактора. В 1986 году его материалы о сфабрикованных обвинениях против Фелы Кути помогли освободить музыканта из-под стражи и отстранить от должности федерального судью. Когда в том же году редактор газеты Деле Гива умер от взрыва почтовой бомбы, Олоджеде публично обвинил в убийстве военного лидера Нигерии Ибрагима Бабангиду. Вынужденный покинуть страну, журналист уехал в США, где получил степень магистра в Колумбийском университете благодаря стипендии Фонда Форда на сумму 26 тысяч долларов. Во время учёбы он был отмечен премией Генри Н. Тейлора, в 2009 году правление университета причислило его к списку выдающихся выпускников.
В июне 1988 года Олоджеде присоединился к Newsday, где в качестве летнего интерна писал о новостях Лонг-Айленда. Получив позднее позицию в штате издания, он сосредоточился на освещении прав меньшинств. Когда в 1992 году его повысили до международного корреспондента, Олоджеде совершил свою первую командировку в ЮАР. Его репортажи были отмечены премиями организации «Женщины в коммуникациях», Университета Линкольна, Пресс-клуба Лонг-Айленда и Нью-Йоркской ассоциации чернокожих журналистов. Вскоре журналиста повысили сначала до руководителя отделения газеты при Организации Объединённых Наций, а позднее до редактора филиала газеты в Йоханнесбурге. Так, во время геноцида в Руанде 1994 года Олоджеде находился в ЮАР, освещая первые всенародные выборы в стране. Журналист осознанно принял решение остаться в ЮАР и смог вернуться к материалу о геноциде только в 2003 году.
После работы в Йоханнесбурге он с 1996 года возглавлял бюро Newsday в Китае, пока через три года не был повышен до редактора отдела международных новостей в головном офисе газеты. Всего за свою карьеру он писал из более чем 50 стран. В 1995 году редакция Newsday вручила ему награду издания как выдающемуся издателю, одновременно он получил Премию за выдающиеся достижения от Американского торакального общества.
Когда в 2003 году Newsday возглавил Говард Шнайдер, он решил провести кадровую перестановку, согласно которой Олоджеде должен был занять пост помощника главного редактора. Но журналист отказался от повышения и в декабре 2004 года покинул Newsday. Тем не менее через год он получил Пулитцеровскую премию за последние написанные для Newsday материалы. Жюри награды отметило «его свежий, пристальный взгляд на Руанду через десять лет после того, как изнасилование и геноцид разрушили племя тутси». Олоджеде стал первым рождённым в Африке журналистом, удостоенным награды. 
Несмотря на уход из Newsday, репортёр продолжил освещать новостную повестку в Африке. Он основал холдинговую компанию Olojede Media Group, поддерживающую локальные газеты, радио и телеканалы. Так, в 2008 году он запустил медиапроект Next, который включал также NextOnSunday 234Next, направленные на разоблачение коррупции в стране. Например, журнал писал о сокрытии смерти президента Нигерии Умару Яр’Адуа, расследованиях нефтяного бизнеса и взяточничествах министра нефтяных ресурсов Рилвану Лукмана, материалы о коррумпированности министра транспорта Дизани Элисон. За два года сайт Next стал самым посещаемым новостным ресурсом страны, а его основатель был признан лауреатом награды Глобального форума по этике в бизнесе и одним из 100 наиболее креативных людей по версии журнала Fast Company. В 2011 году усилия Олоджеде по руководству журналом под давлением местных властей были отмечены Премией МакНалти. Несмотря на признание журналистского сообщества, редакция журнала не смогла привлечь рекламодателей, и в 2011 году он разорился.
Помимо журналистко-активистской деятельности редактор выступал публичным оратором на темы, связанные с устройством общества, основателем медиаплатформ для подробных статей о жизни в Африке и СЕО Timbuktu Media. Он также являлся учредителем фестиваля «Африка в мире», членом Aspen Global Leadership Network, нью-йоркской ассоциации журналистских расследований The Markup и модератором семинаров по лидерству. Он входил в правление Университета EARTH в Коста-Рике и выступал покровителем премии Etisalat в области литературы.